# 30455 Joelcastro
30455 Joelcastro è un asteroide della fascia principale. Scoperto nel 2000, presenta un'orbita caratterizzata da un semiasse maggiore pari a 3,088224 UA e da un'eccentricità di 0,007796, inclinata di 10,340762° rispetto all'eclittica. Ha un diametro di 7,172 km e un periodo di rotazione di 7,87 ore.